# 森田成也
森田 成也（もりた せいや、1965年10月27日 - ）は、日本のマルクス経済学者、翻訳家。別名に西島 栄。元トロツキー研究所幹事。

## 来歴
奈良県生まれ。一橋大学大学院経済学研究科博士課程満了退学。駒澤大学経済学部非常勤講師、國學院大学経済学部非常勤講師。ポルノ・買春問題研究会の中心メンバー。西島栄という別名でトロツキー研究所の幹事と事務局を務めていた。

## 著書
- 『資本主義と性差別 ジェンダー的公正をめざして』（青木書店） 1997
- 『資本と剰余価値の理論 マルクス剰余価値論の再構成』（作品社） 2008
- 『価値と剰余価値の理論 続・マルクス剰余価値論の再構成』（作品社） 2009
- 『マルクス経済学・再入門』（同成社） 2014
- 『家事労働とマルクス剰余価値論』（桜井書店） 2014
- 『ラディカルに学ぶ『資本論』』（柘植書房新社） 2016
- 『マルクス剰余価値論形成史』（社会評論社） 2018
- 『ヘゲモニーと永続革命――トロツキー、グラムシ、現代』（社会評論社） 2019
- 『『資本論』とロシア革命』（柘植書房新社） 2019
- 『新編マルクス経済学再入門――商品・貨幣から独占資本まで』上・下（社会評論社） 2019
- 『トロツキーと永続革命の政治学』（柘植書房新社） 2020
- 『マルクス主義、フェミニズム、セックスワーク論――搾取と暴力に抗うために』（慶應義塾大学出版会） 2021 ISBN 978-4-7664-2734-9
- 『『共産党宣言』からパンデミックへ――「歴史の終わり」の弁証法』（柘植書房新社） 2021
- 『トロツキーと戦前の日本――ミカドの国の預言者』（社会評論社） 2022
- 『新自由主義と日本政治の危機』（花伝社） 2023 ISBN 978-4-7634-2070-1

## 翻訳
- 『多数派の専制 黒人のエンパワーメントと小選挙区制』（ラニ・グイニア、新評論） 1997
- 『ポルノグラフィと性差別』（キャサリン・マッキノン, アンドレア・ドウォーキン、中里見博共訳、青木書店） 2002
- 『アメリカは、キリスト教原理主義・新保守主義に、いかに乗っ取られたのか?』（スーザン・ジョージ、大屋定晴, 中村好孝共訳、作品社） 2008
- 『女の生、男の法』上下（キャサリン・マッキノン、中里見博, 武田万里子共訳、岩波書店） 2011
- 『トロツキー・イン・ニューヨーク 1917 革命前夜の10週間』（ケネス・D・アッカーマン、平凡社） 2024

### デヴィッド・ハーヴェイ
- 『新自由主義 その歴史的展開と現在』（デヴィッド・ハーヴェイ、渡辺治監訳、木下ちがや, 大屋定晴, 中村好孝共訳、作品社） 2007
- デヴィッド・ハーヴェイ『〈資本論〉入門』（デヴィッド・ハーヴェイ、中村好孝共訳、作品社） 2011
  - 『〈資本論〉 第2巻・第3巻入門』（デヴィッド・ハーヴェイ、中村好孝共訳、作品社） 2016
- 『資本の〈謎〉 世界金融恐慌と21世紀資本主義』（デヴィッド・ハーヴェイ、大屋定晴, 中村好孝, 新井田智幸共訳、作品社） 2012
- 『コスモポリタニズム 自由と変革の地理学』（デヴィッド・ハーヴェイ、大屋定晴, 中村好孝, 岩崎明子共訳、作品社） 2013
- 『反乱する都市 資本のアーバナイゼーションと都市の再創造』（デヴィッド・ハーヴェイ、大屋定晴, 中村好孝, 新井大輔共訳、作品社） 2013

### レフ・トロツキー
- 『わが生涯』上・下（レフ・トロツキー、岩波文庫） 2000 - 2001　下巻は志田昇訳

- 『レーニン』（トロツキー、光文社古典新訳文庫） 2007
- 『永続革命論』（トロツキー、光文社古典新訳文庫） 2008
- 『ニーチェからスターリンへ トロツキー人物論集「1900-1939」』（志田昇共訳、光文社古典新訳文庫） 2010
- 『ロシア革命とは何か トロツキー革命論集』（トロツキー 、光文社古典新訳文庫） 2017

### カール・マルクス
- 『賃労働と資本 / 賃金・価格・利潤』（マルクス、光文社古典新訳文庫） 2014
- 『資本論 第一部草稿 直接的生産過程の諸結果』（マルクス、光文社古典新訳文庫） 2016
- 『共産党宣言』（マルクス, エンゲルス、光文社古典新訳文庫） 2020